# Vila Praia de Âncora
Vila Praia de Âncora è una freguesia del Portogallo e un quartiere della città di Caminha. Elevata a freguesia nel 1924, è la più popolosa del suo Comune.

## Monumenti e luoghi d'interesse
- Anta da Barrosa ou Lapa dos Mouros
- Casa em Vila Praia de Âncora, jardim e quintal
- Forte do Cão (Gelfa)
- Forte da Lagarteira
- Igreja Matriz de Vila Praia de Âncora
- Mamoa de Aspra o Cova da Moura
- Monte do Calvário